# Negastrioides
Negastrioides is een geslacht van kevers uit de familie  
kniptorren (Elateridae).
Het geslacht is voor het eerst wetenschappelijk beschreven in 1980 door Dolin.

## Soorten
Het geslacht omvat de volgende soorten:
- Negastrioides globicollis Dolin in Dolin, Panfilov, Ponomarenko & Pritykina, 1980
- Negastrioides tenuicornis Dolin in Dolin, Panfilov, Ponomarenko & Pritykina, 1980
- Negastrioides tenuis Dolin in Dolin, Panfilov, Ponomarenko & Pritykina, 1980
- Negastrioides tscherepanovi Dolin in Dolin, Panfilov, Ponomarenko & Pritykina, 1980